# Amritsar Cantonment
Amritsar Cantonment è una suddivisione dell'India, classificata come cantonment board, di 11.300 abitanti, situata nel distretto di Amritsar, nello stato federato del Punjab. In base al numero di abitanti la città rientra nella classe IV (da 10.000 a 19.999 persone).

## Geografia fisica
La città è situata a 31° 39' 60 N e 74° 50' 33 E.

## Società

### Evoluzione demografica
Al censimento del 2001 la popolazione di Amritsar Cantonment assommava a 11.300 persone, delle quali 7.135 maschi e 4.165 femmine. I bambini di età inferiore o uguale ai sei anni assommavano a 1.228, dei quali 728 maschi e 500 femmine. Infine, coloro che erano in grado di saper almeno leggere e scrivere erano 9.156, dei quali 6.087 maschi e 3.069 femmine.